# Гуалдо Катанео
Гуа̀лдо Ката̀нео (на италиански: Gualdo Cattaneo; на латински: Gualdum Captaneorum, Гуалдум Каптанеорум, на местен диалект Guallo, Гуало) е градче и община в Централна Италия, провинция Перуджа, регион Умбрия. Разположено е на 446 m надморска височина. Населението на общината е 6472 души (към 2010 г.).